# Roy-Boissy
Roy-Boissy – miejscowość i gmina we Francji, w regionie Hauts-de-France, w departamencie Oise.
Według danych na rok 1990 gminę zamieszkiwały 273 osoby, a gęstość zaludnienia wynosiła 25 osób/km² (wśród 2293 gmin Pikardii Roy-Boissy plasuje się na 726. miejscu pod względem liczby ludności, natomiast pod względem powierzchni na miejscu 390.).